# NGC 1263
NGC 1263 este o galaxie spirală situată în constelația Eridanul. A fost descoperită în 31 decembrie 1885 de către Francis Leavenworth.